# Монагас, Хосе Тадео
Хосе Тадео Монагас Бургос (исп. José Tadeo Monagas; 28 октября 1784 — 18 ноября 1868) — государственный и военный деятель Венесуэлы, президент страны в 1847—1851 и 1855—1858 годах, герой войны за независимость. Монагас был одним из самых непопулярных президентов в истории Венесуэлы. Это связано с тем, что Монагас раздавал политические должности своим родственникам, презирал законы, принятые Конгрессом, и т. д. Во время своего второго срока пребывания на посту главы государства он принял новую конституцию (1858), которая предоставляла ему дополнительные полномочия. Наконец, такие действия привели к конституционному (и вооруженному) кризису.
Как член Либеральной партии он отменил смертную казнь для политических преступников. Поддерживал кандидатуру своего брата Хосе Грегорио при избрании последнего на пост президента.
Хосе Тадео Монагас и его брата, которые правили страной в целом с 1847 до 1858 года, обычно называют династией Монагас или «Монагато». Время их правления завершилась с приходом к власти Хулиана Кастро и его союзников.